# Советское городское поселение (Ленинградская область)
Сове́тское городское поселение — муниципальное образование в составе Выборгского района Ленинградской области. Административный центр — посёлок городского типа Советский.

## География
Советское городское поселение располагается на берегу Финского залива. Граничит с Высоцким городским поселением, городом Выборгом, Приморским городским поселением, Полянским сельским поселением и Гончаровским сельским поселением, Селезнёвским сельским поселением.
По территории поселения проходят автомобильные дороги:
- 41А-082 (Зеленогорск — Выборг)
- 41А-083 (Молодёжное — Черкасово)
- 41А-086 (Советский — автодорога (Молодёжное — Черкасово))
- 41К-098 (подъезд к г. Высоцку)
- 41К-209 (Черничное — Пионерское)
- 41К-409 (подъезд к пос. Свекловичное)
- 41К-431 (подъезд к дер. Зайчихино)
- 41К-438 (подъезд к пос. Свердлово)
- 41К-455 (Свердлово — Свекловичное)
- 41К-456 (Подъезд к ст. Попово)

Расстояние от административного центра поселения до районного центра — 23 км.
По территории поселения проходит железнодорожная ветка «Зеленогорск — Выборг» через Приморск.

## История
Советское городское поселение образовано 1 января 2006 года в соответствии с областным законом № 17-оз от 10 марта 2004 года «Об установлении границ и наделении соответствующим статусом муниципальных образований Всеволожский район и Выборгский район и муниципальных образований в их составе». В его состав вошли городской посёлок Советский и территории бывших Соколинской (населённые пункты Матросово, Медянка, Попово, Свекловичное, Свердлово, Соколинское; за исключением территории бывшего посёлка Майское) и Токаревской (посёлки Дятлово, Ландышевка, Токарево, Черничное) волостей.

## Население
| 2006  | 2010  | 2011  | 2012  | 2013  | 2014  | 2015  |
| ----- | ----- | ----- | ----- | ----- | ----- | ----- |
| 8300  | ↗9440 | ↗9449 | ↘9376 | ↘9362 | ↘9347 | ↗9392 |
| 2016  | 2017  | 2018  | 2019  | 2020  | 2021  | 2023  |
| ↗9397 | ↘9376 | ↘9317 | ↘9205 | ↘9137 | ↗9859 | ↘9718 |
| 2024  | 2025  |       |       |       |       |       |
| ↘9672 | ↘9604 |       |       |       |       |       |

## Состав городского поселения
В состав поселения входят 10 населённых пунктов:
| №  | Населённый пункт | Тип населённого пункта      | Население    |
| -- | ---------------- | --------------------------- | ------------ |
| 1  | Дятлово          | посёлок                     | ↘234 (2021)  |
| 2  | Ландышевка       | посёлок                     | ↗132 (2021)  |
| 3  | Матросово        | посёлок при станции         | ↗337 (2021)  |
| 4  | Медянка          | посёлок                     | ↗156 (2021)  |
| 5  | Свекловичное     | посёлок                     | ↗42 (2021)   |
| 6  | Свердлово        | посёлок                     | ↗34 (2021)   |
| 7  | Советский        | пгт, административный центр | ↘6911 (2025) |
| 8  | Соколинское      | посёлок                     | ↗937 (2021)  |
| 9  | Токарево         | посёлок                     | ↘750 (2021)  |
| 10 | Черничное        | посёлок                     | ↗35 (2021)   |

### Упразднённые посёлки
- На основании областного закона № 76-оз от 13 декабря 2001 года в состав посёлка Медянка вошли посёлки Щербаково и Майское[20]. Территория последнего в 2006 году отошла в состав новообразованного  Высоцкого городского поселения[3].
- На основании закона № 133-оз от 17 ноября 2023 года посёлок при железнодорожной станции Попово вошёл в состав посёлка Медянка[21].

## Достопримечательности
Рядом с посёлком Медянка на небольшом острове Ракосаари близ автодороги 41К-098 (подъезд к г. Высоцку), находятся остатки фортификационного сооружения 1860-х годов — Ниемельская батарея.